# Inspecteur Mouse
Inspecteur Mouse est une série télévisée d'animation franco-allemande en 26 épisodes de 22 minutes, créée d'après le roman éponyme de Bernard Stone et Ralph Steadman et diffusée en première exclusivité le 27 février 1999 sur France 2 et rediffusée 2008 sur IDF1.
Au Québec, elle a été diffusée à partir du 2 juillet 2000 à Super Écran.

## Synopsis
Inspecteur Mouse est un privé dans la grande tradition des anti-héros comme Mike Hammer, Humphrey Bogart ou Columbo. Secondé par une bande de gamins des rues, Mouse est fermement décidé à mener la vie dure aux malfrats de tout poil de Souriville. L'univers et les décors de l'animé se rapprochent de très près de la vie réelle, à la différence près que pour les personnages (des souris), l'argent est remplacé par le fromage.

## Voix
- Jean-Claude Donda : Inspecteur Mouse
- Gérard Loussine
- Marie Vincent
- Françoise Blanchard
- François Jerosme

 Source et légende : version française (VF) sur RS Doublage

## Épisodes
1. Traquenard pour un privé
2. Le sourire de la souris
3. Du rififi à la pension
4. L'écu de Maximus
5. Pour qui sonne le gong
6. Miss Allison et son chauffeur
7. Razzia sur la bouffe
8. Le voleur de mémoire
9. Le p'tit oiseau va sortir
10. Opération Milkybul
11. Les rats de bibliothèque
12. Le rat fantôme de l'opéra
13. To see or not to see
14. Rapeur sur la ville
15. Hollywood chesse gun
16. Rockets et rackets
17. Little Gouddha
18. Dr Muzeau et Mr Figaro
19. Les souris vertes attaquent
20. Fromage à la mer
21. Cancoyote a disparu
22. Trois souris et un landau
23. Mafieux Noël
24. Les rats de l'enfer
25. Le grand fromage
26. Le trophée des sept fromages